# A Cidade Que Nunca Dorme (apelido)
A Cidade Que Nunca Dorme (em inglês: The City That Never Sleeps) é um apelido e um slogan publicitário muito utilizado para a cidade de Nova Iorque. O fotógrafo Jacob Riis descreve The Bowery como uma cidade que nunca dorme no seu livro de 1898, Out of Mulberry Street: Stories of Tenement Life in New York City, de 1898. Um artigo de jornal no Fort Wayne Daily de Indiana (6 de setembro de 1912) apelidou pela primeira vez a cidade de Nova Iorque como um todo como "A cidade que nunca dorme." Também foi aplicado a várias outras cidades em todo o mundo.

## Origem

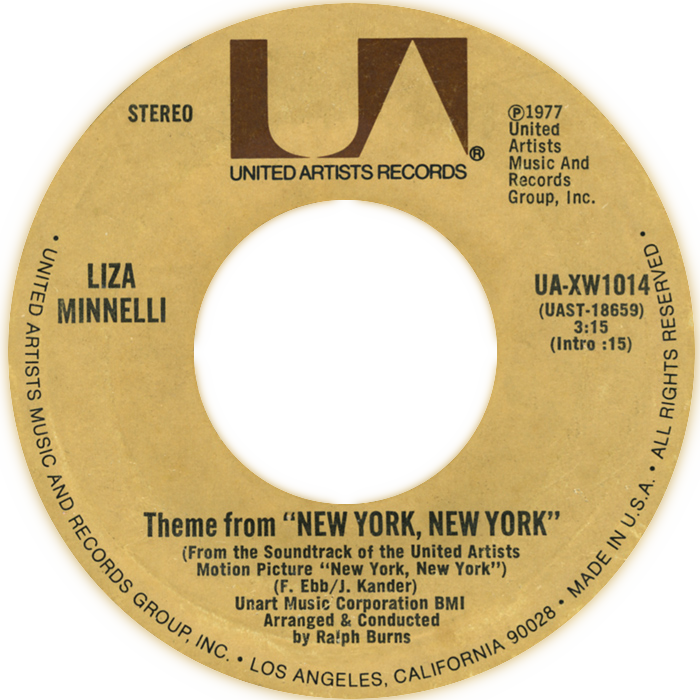
Lançamento em vinil de "Theme from New York, New York"

A frase "the city that never sleeps" foi popularizada por Frank Sinatra na canção "Theme from New York, New York":
I want to wake up in a city that never sleeps
And find I'm a number one, top of the list...

## Lista de outras cidades

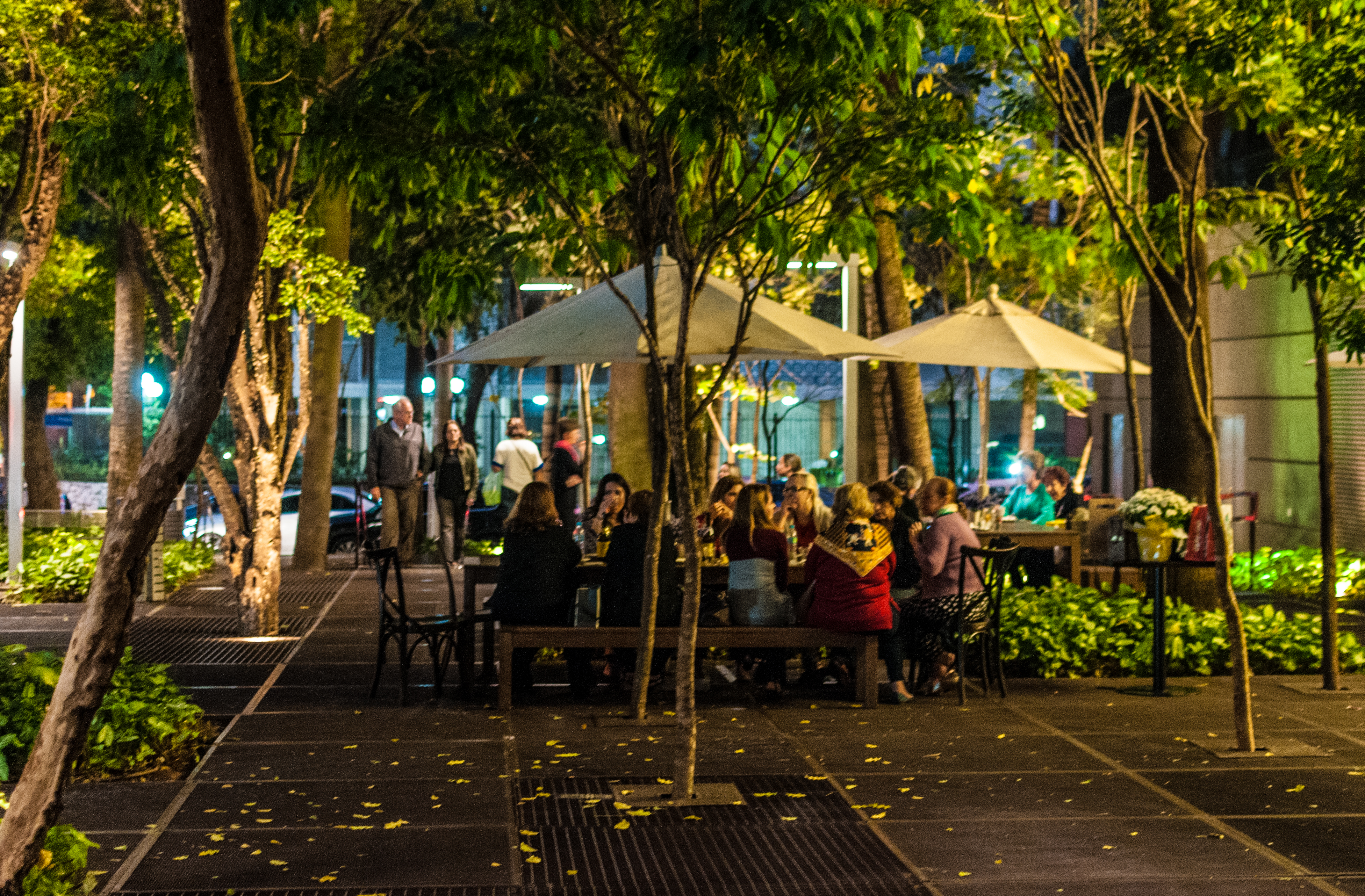
São Paulo é um dos melhores exemplos de "uma cidade que nunca dorme"

Embora Nova Iorque seja a cidade mais conhecida como “A cidade que nunca dorme”, e o sistema de metro da cidade nunca feche, o termo também foi aplicado a outras cidades. Segue-se uma lista de cidades que também foram designadas como “a cidade que nunca dorme”:

### África
- Cairo, Egito[5]
- Lagos, Nigéria

### Ásia
- Abu Dhabi, Emirados Árabes Unidos
- Beirute, Líbano[6][7]
- Carachi, Paquistão[8]
- Daca, Bangladesh[9]
- Dubai, Emirados Árabes Unidos[10][11]
- Jacarta, Indonésia[12]
- Kuala Lumpur, Malásia[13][14]
- Madurai, Índia
- Manila, Filipinas[15][16]
- Mumbai, Índia[17]
- Pequim, China
- Xangai, China[18]
- Singapura
- Telavive, Israel[19][20]
- Tóquio, Japão

### Europa
- Barcelona, Espanha
- Berlim, Alemanha[21]
- Londres, Inglaterra, Reino Unido[22]
- Madrid, Espanha
- Moscou, Rússia[23]
- Valência, Espanha[24]

### América do Norte
- Las Vegas, Nevada, Estados Unidos[3]

### América do Sul
- Brasília, Brasil
- Buenos Aires, Argentina[25][26]
- Rio de Janeiro, Brasil[27]
- São Paulo, Brasil[28][29]

## Outros serviços 24 horas por dia
Em muitas cidades "24 horas", muitos restaurantes estão abertos até às 3 da manhã, algumas discotecas estão abertas até às 6 da manhã, e os bares fecham às 2 da manhã ou algumas horas mais tarde.
Devido à pandemia de COVID-19, muitos estabelecimentos de 24 horas e de fim de noite começaram a fechar mais cedo. Os cafés da Lower Manhattan, em particular, começaram a fechar às 21h30, quando antes da pandemia fechavam frequentemente às 12h30.
As pessoas que utilizam estes estabelecimentos, segundo estudos efetuados, são, no entanto, afetadas pelo nascer e pelo pôr do sol: "A ideia de que a maioria dos seres humanos não é tão influenciada pelo ciclo claro-escuro da Terra como costumava ser" não é totalmente sustentada; observa-se uma mudança anual durante 'um período de três ou quatro meses' e 'depois, o processo inverteu a direção'.